# 오페어

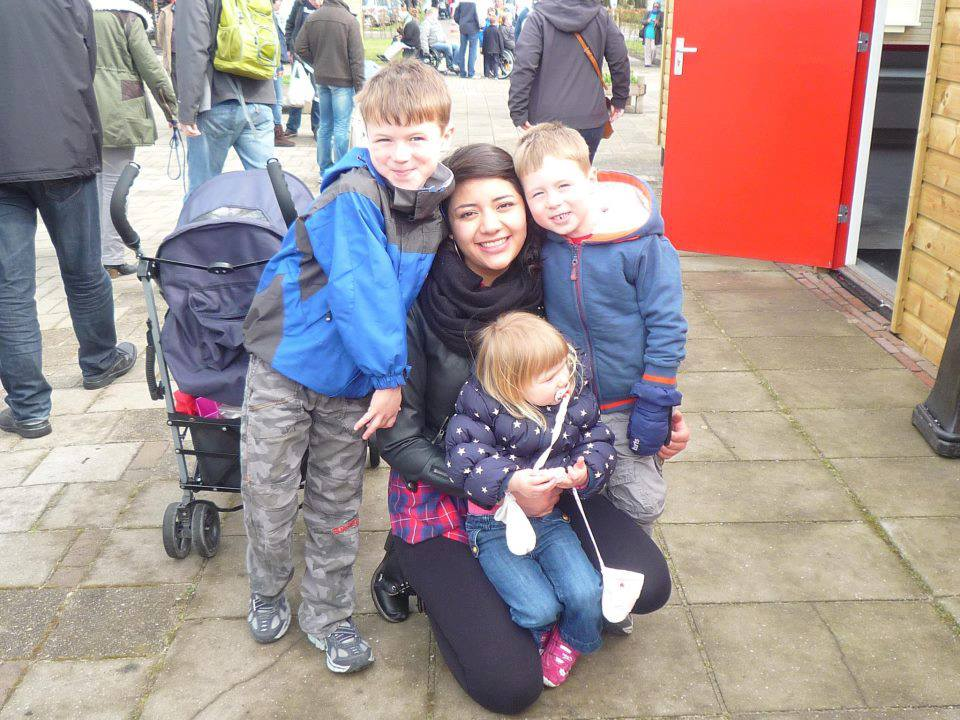

오페어(프랑스어: au pair, 동등하게)는 외국인 가정에서 일정한 시간 동안 아이들을 돌보아 주는 대가로 숙식과 일정량의 급여를 받는 것을 뜻한다. 워킹 홀리데이(working holiday)나 기존의 유모(nanny)와 다르게 일의 비중이 크지 않고, 외국인 가정에 입주하여 현지의 문화를 체험하는 동시에 어학 공부를 동시에 할 수 있는 이점을 가지고 있는 문화 교류 프로그램이다. 오페어(au pair)는 미국 정부에서 주최하여 1989년에 만들어졌으며 목적은 문화 교류 겸 아이 돌보기이다. 
물론 오페어란 개념은 20세기 초중반부터 유럽에서 생겨났다. 전후 유럽 여성들의 사회 진출이 활발해지고 그에 따른 아이 돌봄이나 가사 도우미에 대한 수요가 높아졌다. 그러나 기존 유럽인 피고용자들은 하인과 같은 낮은 대우를 받는 인식 때문에 점점 숫자가 줄어들었고 사회적 변화로 인해 임금과 고용에 따른 세금이 인상되자 고용주들도 채용할 인력을 찾기 힘들어졌다. 그래서 생긴 것이 외국인 여성들을 숙식 제공과 소정의 임금, 언어 공부를 위한 여건등을 제공하고 보모와 간단한 가사를 돕게 하는 오페어였다. 오페어를 고용하는 가정은 호스트라고 불린다.

## 체험을 위한 자격요건
1. 만 18~26세 사이
2. 300시간 이상의 아동보육경험자 또는 경험 준비 가능자
3. 운전면허 취득자 또는 준비 가능자
4. 기초 영어회화 가능자
5. 12개월 참여 가능자
6. (우대사항) 제2외국어, 수영을 포함한 예체능, 아동•복지•Life Guard 관련 자격증 소지자

## 이점

### 미국
- 단기 여행•어학 연수와는 차별화된 실제 미국 문화 체험과 영어 실력 향상을 이룰 수 있다.
- 다른 나라 오페어와는 달리 미국 오페어는 미국 국무부로부터 관리•감독을 받기에 가장 안전하다.
- 숙식비, 항공료, 보험비를 걱정할 필요 없는 가장 경제적인 프로그램이다.
- 주급을 받으며 대학 수업을 들을 수 있는 유일한 프로그램이다.
- 최대 $500까지 수업료 지원을 받을 수 있다.
- 미국의 문화를 습득하고, 한국의 문화를 알리는 민간 외교관이 될 수 있다.
- 1년 동안 최대 10일 유급 휴가 가능하다.
- 급여: 주당 최소 $195.75

## 같이 보기
- 교환 학생 프로그램
- 하인